# Settimo Rottaro
Settimo Rottaro est une commune de la ville métropolitaine de Turin dans le Piémont en Italie.

## Administration
| Période                                  | Période  | Identité          | Étiquette | Qualité       |
| ---------------------------------------- | -------- | ----------------- | --------- | ------------- |
| 30 mai 2006                              | En cours | Francesco Comotto |           | centre-gauche |
| Les données manquantes sont à compléter. |          |                   |           |               |

### Communes limitrophes
Azeglio, Caravino, Borgo d'Ale, Cossano Canavese